# Black Acid

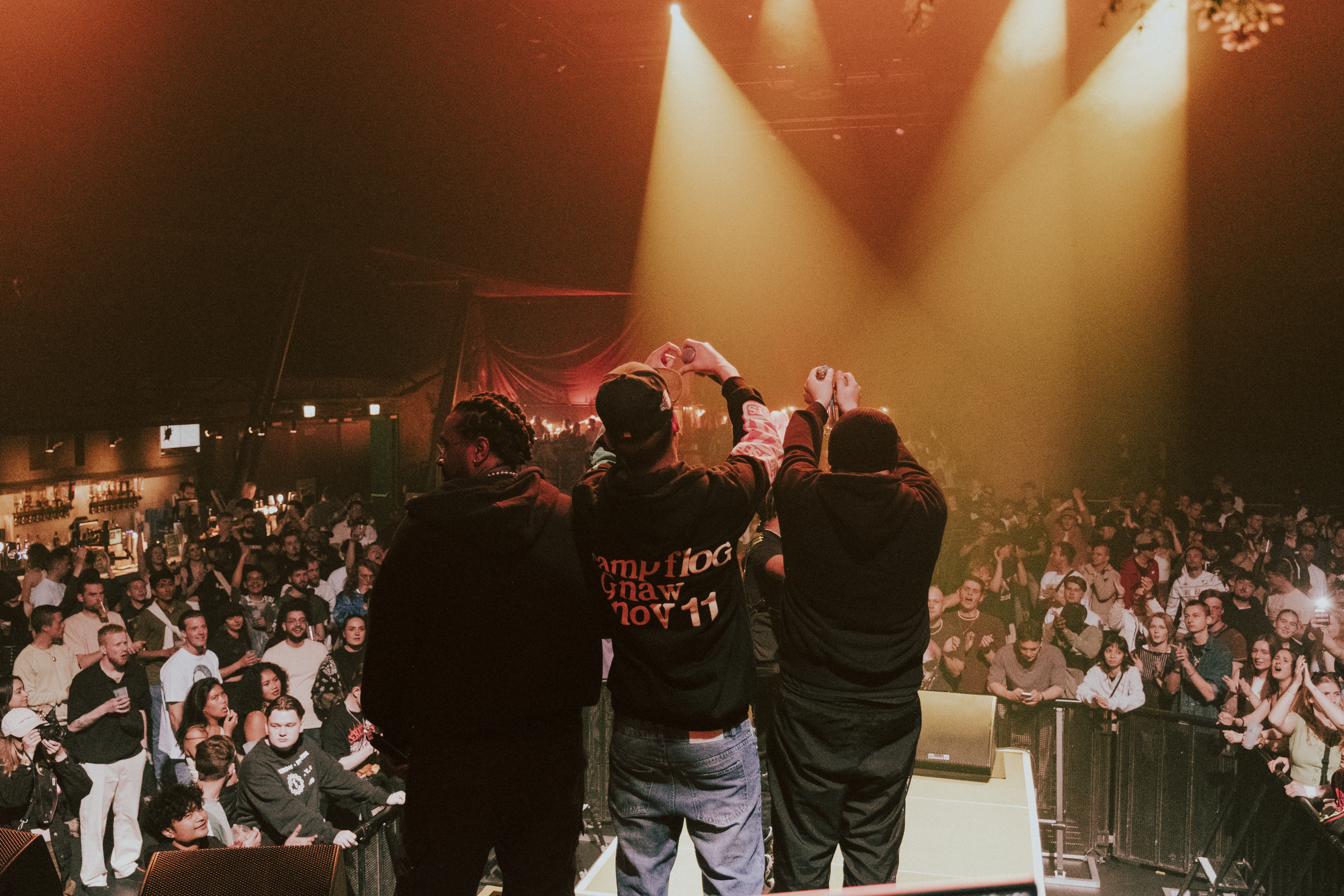
Black Acid live in de 013

Black Acid is een rapgroep uit Amsterdam bestaande uit sor, Damy, Dashaeno en Smitty.
De groep bestaat sinds 2016 en heeft een boekingcontract bij Mojo. Na twee eigen EP's Beter nu dan nooit en Acid hebben uitgebracht als groep groeide de groep verder ook als klein label. 

## Muziek
Hun eerste project, genaamd Beter Nu Dan Nooit, werd in 2016 uitgebracht en zorgde voor media-aandacht bij onder andere. Vice, Ballin, 101barz en FunX. Hierna kwamen er shows door Nederland en België en werd er na een tweede EP nummer (Acid) een boekingscontract ondertekend bij Mojo.

#### Shows
Na verschillende optreden op onder andere Lowlands, Down The Rabbit Hole, Zwarte Cross, WOO HAH! brachten nieuwe muziek zowel als groep, als individueel uit. Bovendien organiseren zij jaarlijks het mini festival Planet Acid.